# 금납세
금납세(金納稅)는 물건이 아닌 화폐로 징세하는 세금이다.
19세기 중반 이후 세계 각국에서 화폐경제가 성립하면서 오늘날 세계 대부분의 나라에서 금납세로 세금을 징세하고 있다.
금납세는 주화, 지폐, 수표등 모든 종류의 화폐가 징세대상이 되며 납세의무자로부터 징세액이 되는 화폐를 계좌이체등을 통하여 국고에 충당하고 있다.